# 宋占魁
宋占魁（1845年—1906年），原名兆法，字捷臣，又字冠杰，号梅村。山东昌邑县王珂村人。清末武状元，军事将领。
宋占魁出身贫寒，但身材魁梧，膂力过人，为武师夏胜魁赏识，遂为师徒。同治十年（1871年）成为武生，光绪八年（1882年）中武举。光绪十二年（1886年）借钱赴京应试，殿试高中一甲第一名武进士，授官头等侍卫，赐名“占魁”。光绪十九年（1893年），出官山西平阳府参将。光绪二十一年（1895年）升太原总兵。光绪二十六年（1900年），八国联军入侵，宋占魁主张抵抗，不果。後抑郁成疾，卒于太原。
生前家产无几，仅留有盔甲、刀枪及亲书“清、平、如、意、虎、豹、龙、寿”八字条幅。